# سی‌بی‌اس ریلتی
سی‌بی‌اس ریلتی (انگلیسی: CBS Reality) شرکت رسانه‌ای هلندی است، که در سال ۱۹۹۹ تأسیس شد.